# 石山洸
石山 洸（いしやま こう、1982年2月3日 - ）は、日本の実業家。エクサウィザーズ代表取締役社長。

## 人物・来歴
1982年新潟県新潟市生まれ。2000年新潟県立新潟南高等学校卒業。2004年中央大学商学部卒業。2006年東京工業大学大学院総合理工学研究科知能システム科学専攻修士課程修了。学部ではマーケティングを学び、大学院では出口弘の下で人工知能を専攻。
大学院の修士課程修了後は、京都大学助教職への誘いを受けるが、論文を書くだけでは社会は変わらないと考え、リクルートに入社。2014年リクルートホールディングスR&D本部メディアテクノロジーラボ室長。2015年リクルートホールディングスR&D本部 Recruit Institute of Technology推進室室長。
2017年退社し、静岡大学発ベンチャー企業のデジタルセンセーション取締役COO及び、静岡大学客員教授に就任。合併に伴い、同年エクサウィザーズ代表取締役社長。2018年東京大学未来ビジョン研究センター客員准教授。
同年ソフトバンクアカデミアでのプレゼンテーションが最高評価を受ける。2020年Forbes日本の起業家ランキングで2位選出。